# Club Football Estrela da Amadora
O Club Football Estrela da Amadora  é um clube de futebol Português situado na Amadora. Foi fundado em julho de 2020, a partir da fusão entre o Clube Desportivo Estrela e o Club Sintra Football. Disputa atualmente a Primeira Liga.

## História
A sua primeira competição foi o Campeonato de Portugal de 2020–21 e a Taça de Portugal de 2020–21., onde confirmou a subida à Segunda Liga ao ganhar à União de Leiria no Estádio Dr. Magalhães Pessoa, confirmando também assim a presença na final do Campeonato de Portugal, onde enfrentaria o CD Trofense. Não conseguiu ganhar o título de Campeão do Campeonato de Portugal no Estádio Cidade de Coimbra, ao perder o jogo após prolongamento..
Após ter-se encontrado acima da linha de água na época 2021-22 (14º lugar), o clube conseguiu ser promovido para a Primeira Liga pela primeira vez na sua história, após ter ficado em 3º lugar e vencer o playoff de acesso contra o Club Sport Marítimo nos penáltis, tendo vencido por 2–1 no Estádio José Gomes e perdido por 2–1 no Estádio do Marítimo após prolongamento, despromovendo o Marítimo para a Segunda Liga, algo que não acontecia há 38 anos.
Desde que subiu para a Primeira Liga, o clube sempre garantiu a manutenção na última jornada, estando acima da linha de água. Na época 2023-24, confirmou a manutenção após vencer o Gil Vicente em casa, e na época seguinte, apesar da derrota para o Estoril, o clube beneficiou das derrotas do AVS e do Farense para se manter na Primeira Liga.

## Palmarés
- 1 Campeonato AF Lisboa 1ª Divisão: 2023/24 (conquistado pela equipa B)
- 1 Campeonato AF Lisboa 2ª Divisão: 2022/23 (conquistado pela equipa B)
- 1 Campeonato AF Lisboa 3ª Divisão: 2021/22 (conquistado pela equipa B)